# KikeriPete
KikeriPete (Originaltitel Hatching Pete) ist eine US-amerikanische Kinderkomödie von Stuart Gillard aus dem Jahr 2009, die am 24. April 2009 erstmals im Programm von Disney Channel ausgestrahlt wurde. Die DVD zum Film kam am 12. Mai 2009 in den Handel.

## Handlung
Pete Ivey gilt als Loser an seiner High School. Bis sein bester Freund Cleatus ihn dazu bringt, das Schulmaskottchen zu spielen. In dieser Funktion bringt er das Publikum zum Lachen und macht sich dadurch sehr beliebt. Dass allerdings Pete in dem Kostüm steckt, weiß niemand. Cleatus überredet Pete, den Rest der Saison das Maskottchen zu spielen. Bei einer Parade wird dann aber offenbar, dass nicht Cleatus in dem Kostüm steckt. 
Am letzten Spieltag wollen alle Einwohner der Stadt unbedingt wissen, wer nun in dem Kostüm steckt, als sich Pete schließlich zu erkennen gibt, ist das zwar eine Überraschung für alle, gemeinsam feiert man jedoch groß.

## Kritik
Der Filmdienst stellte fest: „Naiver Teenager-Spaß als anspruchslose Unterhaltung mit durchaus talentierten jungen Darstellern.“